# Ucrânia nos Jogos Olímpicos de Verão de 2024
Ucrânia participou dos Jogos Olímpicos de Verão de 2024, realizados em Paris, na França. Foi a oitava aparição consecutiva do país nos Jogos Olímpicos de Verão desde a estreia na era pós-soviética em Atlanta 1996, sendo representado por 140 atletas que competiram em 22 esportes.
Conquistou doze medalhas, sendo três de ouro, cinco de prata e quatro de bronze. Yaroslava Mahuchikh no salto em altura feminino do atletismo, Oleksandr Khyzhniak na categoria até 80 kg masculino do boxe e a equipe feminina de sabre da esgrima conquistaram os títulos olímpicos para a Ucrânia. Atletismo e lutas foram as modalidades mais destacadas para a delegação em Paris com três medalhas cada.

## Medalhas
| Atleta                                                         | Esporte             | Evento                           | Medalha |
| -------------------------------------------------------------- | ------------------- | -------------------------------- | ------- |
| Olga Kharlan Alina Komashchuk Olena Kravatska Yuliya Bakastova | Esgrima             | Sabre por equipes feminino       | Ouro    |
| Yaroslava Mahuchikh                                            | Atletismo           | Salto em altura feminino         | Ouro    |
| Oleksandr Khyzhniak                                            | Boxe                | Até 80 kg masculino              | Ouro    |
| Serhiy Kulish                                                  | Tiro                | Carabina três posições masculino | Prata   |
| Illia Kovtun                                                   | Ginástica artística | Barras paralelas                 | Prata   |
| Parviz Nasibov                                                 | Lutas               | Greco-romana até 67 kg masculino | Prata   |
| Liudmyla Luzan Anastasiia Rybachok                             | Canoagem            | C-2 500 m feminino               | Prata   |
| Iryna Koliadenko                                               | Lutas               | Livre até 62 kg feminino         | Prata   |
| Olga Kharlan                                                   | Esgrima             | Sabre individual feminino        | Bronze  |
| Iryna Herashchenko                                             | Atletismo           | Salto em altura feminino         | Bronze  |
| Mykhaylo Kokhan                                                | Atletismo           | Lançamento de martelo masculino  | Bronze  |
| Zhan Beleniuk                                                  | Lutas               | Greco-romana até 87 kg masculino | Bronze  |

## Competidores
Esta foi a participação por modalidade nesta edição:
| Esporte            | Masculino | Feminino | Total |
| ------------------ | --------- | -------- | ----- |
| Atletismo          | 11        | 14       | 25    |
| Badminton          | 0         | 1        | 1     |
| Boxe               | 3         | 0        | 3     |
| Breaking           | 1         | 2        | 3     |
| Canoagem           | 5         | 4        | 9     |
| Ciclismo           | 2         | 2        | 4     |
| Escalada esportiva | 1         | 1        | 2     |
| Esgrima            | 0         | 7        | 7     |
| Futebol            | 18        | 0        | 18    |
| Ginástica          | 5         | 7        | 12    |
| Halterofilismo     | 0         | 1        | 1     |
| Judô               | 2         | 3        | 5     |
| Lutas              | 5         | 4        | 9     |
| Natação            | 4         | 1        | 5     |
| Natação artística  | 0         | 2        | 2     |
| Pentatlo moderno   | 2         | 1        | 3     |
| Remo               | 2         | 4        | 6     |
| Saltos ornamentais | 5         | 4        | 9     |
| Tênis              | 0         | 5        | 5     |
| Tênis de mesa      | 1         | 2        | 3     |
| Tiro               | 4         | 2        | 6     |
| Tiro com arco      | 1         | 1        | 2     |
| Total              | 72        | 68       | 140   |